# University of the Southern Caribbean
Die University of the Southern Caribbean (USC) ist eine private Universität in der südlichen Karibik. Der Hauptcampus liegt in St. Joseph in Trinidad und Tobago, sechs weitere Campus verteilen sich über Trinidad, Antigua und Barbuda, Barbados, Guyana und St. Lucia. Betrieben wird die Universität von der Glaubensgemeinschaft der Siebenten-Tags-Adventisten.

## Geschichte
Die heutige Universität wurde 1927 als „East Caribbean Training School“ gegründet. 1929 erfolgte eine Umbenennung in „Caribbean Training College“. 1945 wurde ein staatlichen Maßstäben genügendes Ausbildungsprogramm entwickelt, und 1947 erhielt das College die Zertifizierung für die Durchführung einer zweijährigen „Sixth-Form“-Ausbildung, dem Äquivalent zur Oberstufe im angloamerikanischen Raum. 1956 wurde das College in „Caribbean Union College“ umbenannt.
1970 wurde das Bildungsprogramm ausgedehnt, und das College durfte einen Bachelor-Abschluss in Theologie anbieten. In der Folge wurde in Kooperation mit der Andrews University im US-amerikanischen Berrien Springs, ebenfalls eine Bildungseinrichtung der Siebenten-Tags-Adventisten, das Kursprogramm auf nichtreligiöse Studienfächer ausgeweitet. Ab 1985 durfte das College die Abschlüsse Bachelor of Arts, Bachelor of Business Administration und Bachelor of Science sowie diverse Associate Degrees anbieten.
Die formelle Zulassung als University of the Southern Caribbean erfolgte 2006. Damit war die University of the Southern Caribbean die dritte trinidadische Universität nach den beiden staatlichen Einrichtungen University of the West Indies (UWI) und University of Trinidad and Tobago (UTT).
Ab 2005 folgte eine rasche Expansion über die Ostkaribik. Zunächst wurde der Campus auf Tobago gegründet, der von den regionalen Behörden finanziell gefördert wird. 2006 expandierte die Universität nach Guyana. 2007 folgten die Campus in Antigua und Barbuda, Barbados und St. Lucia. 2012 verließen gut 700 Studenten die Universität mit einem Abschluss. Im selben Jahr brannte die Aula des St.-Joseph-Campus bei einem Feuer ab; die trinidadische Regierung beteiligte sich mit zwölf Millionen TT$ (damals etwa 1,4 Millionen Euro) am Wiederaufbau.
2023 eröffnete die Universität an ihrem Hauptcampus in St. Joseph ein Krankenhaus.
Aktueller Präsident der Universität ist der Soziologe und Theologe Colwick Wilson, ehemaliger Absolvent der USC und zuvor in leitender Position an der ebenfalls von den Siebenten-Tags-Adventisten betriebenen Oakwood University im US-amerikanischen Huntsville tätig.

## Campus
Der Hauptcampus der Universität befindet sich im Maracas Valley, einem langgezogenen Tal in der Northern Range nördlich von St. Joseph. Die Landeshauptstadt Port of Spain ist etwa 20 Kilometer entfernt. Der Campus hat eine Fläche von etwa 1,5 km². Dort befindet sich auch das von der USC betriebene Krankenhaus.
Der Campus in San Fernando im Südwesten Trinidads bietet Bachelor-Studiengänge in Grundschulpädagogik, Pflege, Psychologie, Sozialer Arbeit und Verhaltenswissenschaft. Der Campus auf Tobago befindet sich inmitten der Inselhauptstadt Scarborough und bietet Bachelor-Studiengänge in Betriebswirtschaftslehre, Grundschulpädagogik, Pflege, Psychologie, Soziale Arbeit und Verhaltenswissenschaft sowie einen Master-of-Science-Studiengang in Psychologischer Beratung.
Der Campus im Inselstaat Antigua und Barbuda befindet sich mitten in der Landeshauptstadt Saint John’s. Dort werden Bachelor-Studiengänge in Grundschulpädagogik, Haushaltswissenschaft, Kriminologie, Pädagogik und Sozialer Arbeit angeboten. Der Campus in Barbados befindet sich im Stadtteil Belleville der Inselhauptstadt Bridgetown. Dort kann ein Bachelor-Titel in den Studiengängen Betriebswirtschaftslehre, Diätetik, Haushaltswissenschaft, Kriminologie, Psychologie, Rechnungswesen und Wirtschaftswissenschaft sowie ein Master in Psychologischer Beratung erworben werden. Der Campus in Guyana befindet sich im Stadtteil Queenstown in der Landeshauptstadt Georgetown. Die dort angebotenen Bachelor-Studiengänge sind Betriebswirtschaftslehre, Grundschulpädagogik, Psychologie und Verhaltenswissenschaft. Der St.-Lucia-Campus im Norden der Inselhauptstadt Castries bietet Bachelor-Studiengänge in Betriebswirtschaftslehre, Grundschulpädagogik, Psychologie, Rechnungswesen, Sozialer Arbeit, Soziologie und Verhaltenswissenschaft.
Über alle Campus hinweg sind (Stand 2024) gut 5000 Studenten an der University of the Southern Caribbean eingeschrieben.

## Fakultäten und wissenschaftliche Einrichtungen
Die Universität ist in fünf Fakultäten eingeteilt:
- Fakultät für Bildungs- und Humanwissenschaften
- Fakultät für Geisteswissenschaften
- Fakultät für Wirtschaft
- Fakultät für Naturwissenschaften und Technik
- Fakultät für Sozialwissenschaften
- Fakultät für Theologie und Religion

In St. Joseph auf Trinidad betreibt die USC ein Krankenhaus.

## Präsidenten
- 1927–1928: Clarence Boyd[15]
- 1928–1930: Leon Gardiner
- 1930–1937: R. S. J. Hamilton
- 1938–1941: M. E. Smith
- 1941–1944: C. E. Stenberg
- 1944–1950: A. R. Tucker
- 1950–1957: Percy Manuel
- 1957–1962: B. L. Archbold
- 1962–1965: Benjamin French
- 1965–1966: George Brown
- 1966–1971: K. E. Forde
- 1972–1977: Bernard Benn
- 1977–1981: Belgrove Josiah
- 1981–1983: Myrl Manley
- 1983–1990: Vernon Andrews
- 1991–1996: Sylvan Lashley
- 1997–2001: T. Leslie Ferdinand
- 2001–2002: Shirley McGarrell
- 2003: Paul Van Putten
- 2003–2004: Esther Simmons
- 2004–2011: Trevor Garner
- 2012–2016: Clinton Valley
- 2016–2023: Hilary Bowman[16]
- seit 2023: Colwick Wilson

## Bedeutende Absolventen
- Lloyd Richardson (* 1950), niederländischer Politiker
- Menissa Rambally (* 1976), lucianische Politikerin und Diplomatin